# Karel z Trauttmannsdorffu
Karel svobodný pán z Trauttmannsdorffu (německy Karl, Freiherr von Trauttmannsdorff, zavražděn 19. prosince 1627) byl šlechtic z tyrolské linie rodu Trauttmannsdorffů.

## Život
Narodil se jako syn svobodného pána Karla z Trauttmannsdorffu.
Byl ženatý s Annou Alžbětou z Thunu, dcerou říšského hraběte Jana Cypriána z Thun-Hohenštejna a jeho manželky Anny Marie z Preysingu.
V létě 1627 se Karel z Trauttmannsdorffu dostal do ozbrojeného sporu s jistým Jacobem Antonem Sardagnou a jeho synem Albertem ohledně rybářského práva o blasti Adiže. Do sporu se vložil tridentský primátor Albrecht z Wolkensteinu a Jiří z Thunu a učinili potřebná opatření a přiměli obě strany, aby se zavázaly pečetí a podpisem, aby předešli krveprolití, dokud se jejich spory nevyřeší. V neděli 19. prosince 1627 se měly obě strany setkat v Tridentu k urovnání sporu. Trauttmannsdorff však byl napaden skupinou Sardagnových společníků a zraněn a později zemřel na následky zranění.
Soudní proces, který později zahájila jeho manželka se táhl několik let a viníci nebyli odsouzeni. Bylo popsáno na 10 000 - 12 000 listů, které musely být přeloženy z latinského soudního jazyka do němčiny, což vdovu po Karlovi a její děti v roce 1631 stálo značnou část majetku, takže vdova k tomu byla nucena požádat o ukončení procesu. Jak dlouho ještě proces trval není známo, jisté ale je, že některé spisy jsou datovány ještě k roku 1645.